# Stift Finn

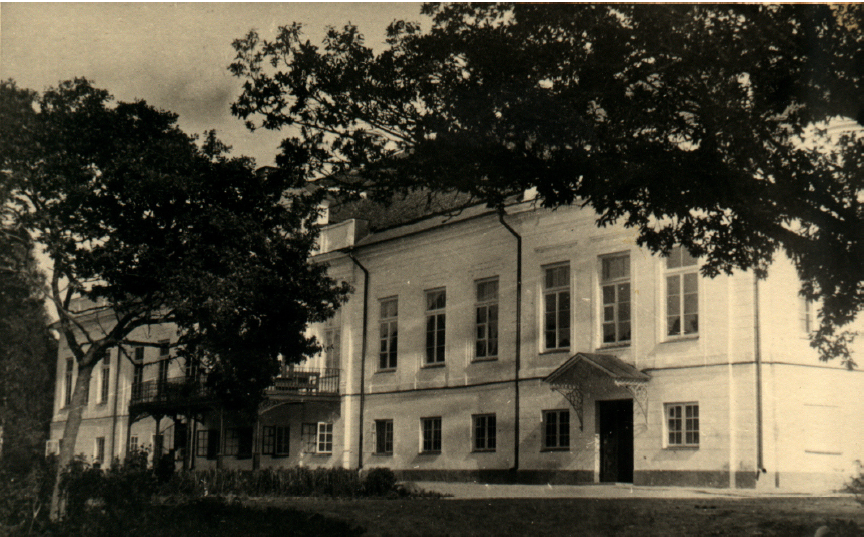
Stift Finn 1910

Stift Finn var ett jungfrustift och därefter en flickpension i Finn nära Rakvere i Estland, aktivt mellan 1784 och 1939. Det var ett jungfrustift fram till 1806, och därefter en skola för flickor ur den tyska minoriteten i Estland. 